# I See Fire
"I See Fire"는 잉글랜드의 싱어송라이터 에드 시런의 노래이다. 2013년 영화 《호빗: 스마우그의 폐허》의 엔딩 크레디트에 사용되었다.